# Kristin Nelson
Sharon Kristin Nelson, född Harmon, född 25 juni 1945 i Burbank, död 27 april 2018 i Santa Fe, var en amerikansk målare, skådespelare och författare.

## Biografi
Kristin Harmon föddes som första barn till skådespelerskan Elyse Knox och elitidrottaren Tom Harmon. Hon fick senare två yngre syskon, skådespelarna Kelly Harmon och Mark Harmon. Kristin Harmon gick i high school på Marymount High School i Bel Air, där hon blev nära vän med Mia Farrow.
Vid 18 års ålder gifte hon sig med tonårsidolen Ricky Nelson och tog hans efternamn. Ricky Nelson var aktiv som såväl musiker som skådespelare och hon kom att medverka i tv-serier tillsammans med honom, däribland familjen Nelsons situationskomedi The Adventures of Ozzie and Harriet. Hon fortsatte att skådespela som en bisyssla en bit in på 1970-talet.
Nelsons huvudsakliga sysselsättning var måleri, vilket hon började med som 17-åring. Hon hade sin första utställning 1967 och sålde på 1970-talet målningar för upp till 5 000 dollar. Hennes konst fick uppmärksamhet då Jackie Kennedy köpte en av Nelsons målningar, When the Kennedys Were in the White House, föreställande Kennedyfamiljen i Vita huset. Nelsons alster betecknas som primitivistiska, en benämning Nelson även använt själv. Hon använde återkommande ljusa färger och ofta många figurer samt ett platt perspektiv. Målningarna har liknats med Grandma Moses verk.
Paret Nelson utvecklade så småningom ett drog- och alkoholberoende, vilket medförde att hon under flera år inte var kapabel att måla. Paret skilde sig 1982 och Kristin Nelson arbetade ett tag som rollsättare samtidigt som missbruket fortsatte. Hon gifte sig 1988 med Mark Tinker som uppmuntrade henne att återuppta måleriet, vilket Nelson gjorde. Hon gav 1997 ut en bok titulerad OUT OF MY MIND: An Autobiography, en biografi över hennes liv och familj, som även innehåller fler än hundra av hennes målningar och Nelsons egna ord om dem.
Den 1 maj 2018 offentliggjorde Nelsons äldsta barn Tracy Nelson att Kristin Nelson avlidit fyra dagar tidigare, efter att ha drabbats av en hjärtattack.